# Žlebské Chvalovice
Žlebské Chvalovice település Csehországban, a Chrudimi járásban. Žlebské Chvalovice Míčov-Sušice, Bousov, Ronov nad Doubravou, Třemošnice és Lipovec településekkel határos. Lakosainak száma 135 fő (2024. január 1.).

## Népesség
A település lakosságának változását az alábbi diagram mutatja:
| Lakosok száma | 373  | 444  | 476  | 365  | 200  | 94   | 106  | 124  | 140  | 135  |
|               | 1869 | 1900 | 1921 | 1961 | 1980 | 2011 | 2016 | 2019 | 2021 | 2024 |